# Alga

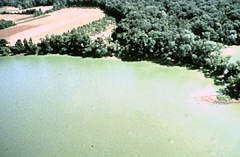
A cianobaktériumoktól elszíneződött Potomac folyó

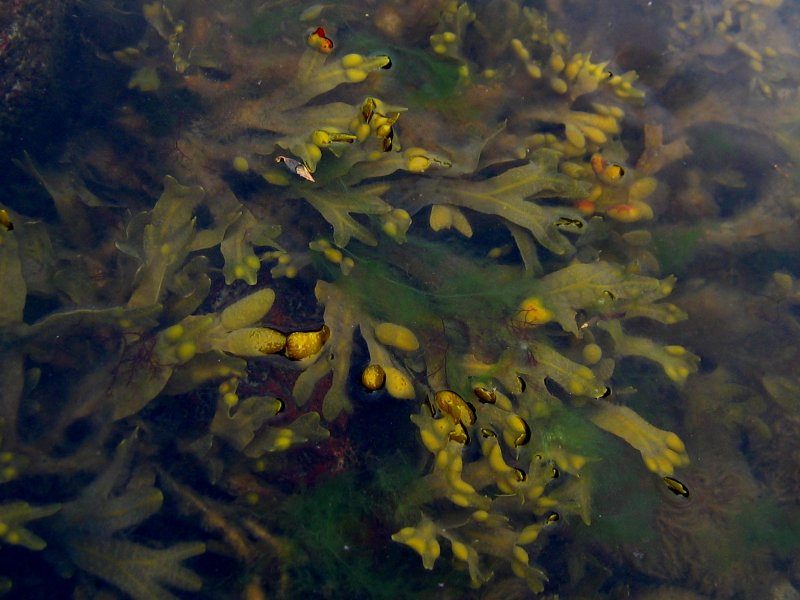
Hólyagmoszat (Fucus vesiculosus), egy barnamoszat

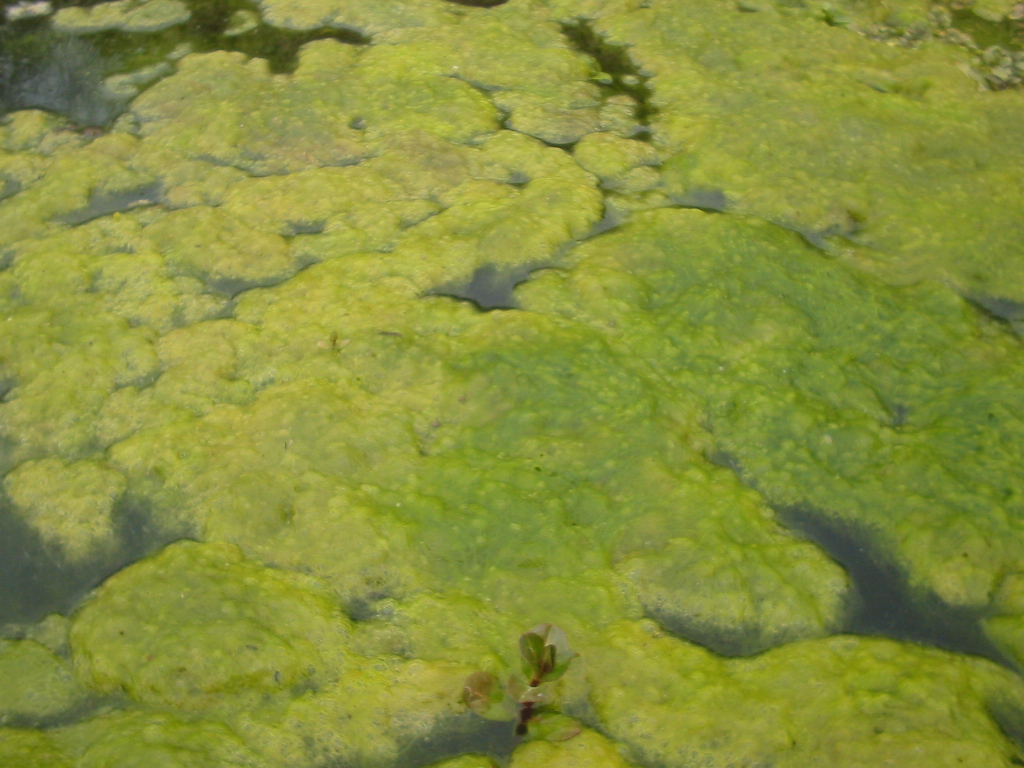
Zöldmoszat "virágzása"

Az algák vagy moszatok különböző, fotoszintézisre képes, nagy vonalakban hasonló élőlények – mindazon, oxigént termelő élőlények, amelyek az embriós növények (Embryophyta) előtt jelentek meg. A csoport erősen polifiletikus, tehát ez a köznyelvi megnevezés nem rendszertani kategória. A cianobaktériumokat általában nem sorolják ide, noha azok is virágozhatnak.

## Főbb csoportjaik
- Excavata
  - Ostoros moszatok
- Diaphoretickes
  - Haptophytina
  - Cryptophyta
  - Sar
    - Sárgásmoszatok (Stramenopiles/Heterokonta)
      - Barnamoszatok
      - Sárgászöld moszatok
      - Sárgamoszatok
      - Kovamoszatok

    - Alveolata
      - Csillósok
      - Páncélos ostorosok

    - Rhizaria
      - Chlorarachniophyceae

  - Archaeplastida (Növények sensu lato)
    - Glaucophyta
    - Vörösmoszatok
    - Viridiplantae
      - Valódi zöldmoszatok
      - Streptophyta
        - Mesostigmatophyceae
        - Spirotaenia
        - Chlorokybus
        - Klebsormidiophyceae
        - Phragmoplastophyta
          - Charophyceae
          - Coleochaetophyceae
          - Anydrophyta
            - Zygnematophyceae

      - Prasinodermophyta

## Emberi felhasználása
Egyes algafajták az építészetben energiatermelő berendezések részei lehetnek.